# Buchenberger Wald
Der Buchenberger Wald ist ein bis 1121,1 m ü. NHN hoher Teil der Gebirgslandschaft Adelegg und liegt innerhalb des Westallgäus im Landkreis Oberallgäu (Bayern) in Süddeutschland.

## Geographie

### Lage
Der überwiegend stark bewaldete Buchenberger Wald liegt östlich des eigentlichen Gebirgszugs Adelegg und westlich von Buchenberg. Nördlich des Buchenberger Walds schließt sich nahtlos der Kürnacher Wald an, südöstlich der Wirlinger Wald und südlich bzw. jenseits der Gebirgskamm Sonneneck.

### Berge

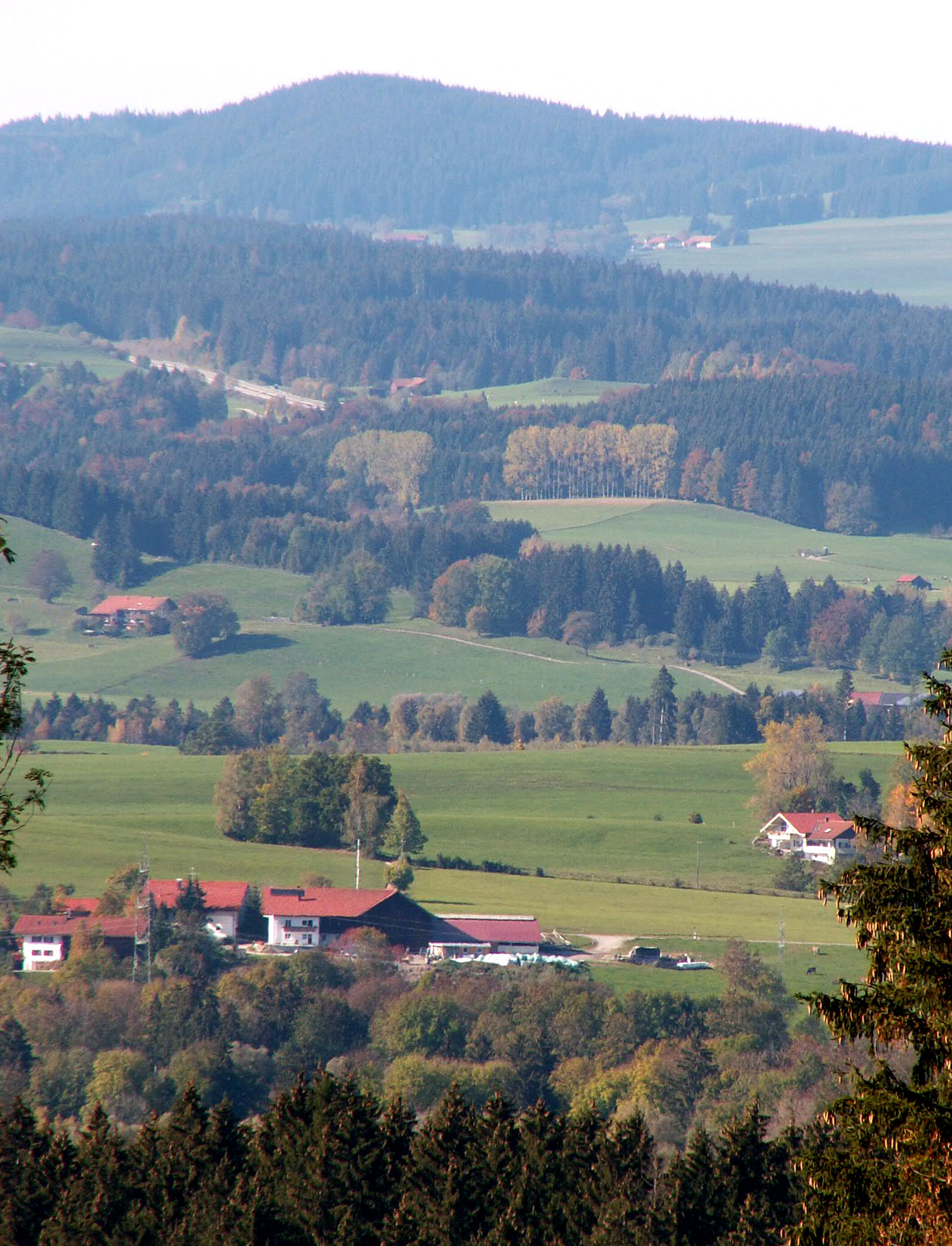
Hohenkapf

Zu den Bergen und Bergausläufern des Buchenberger Walds gehören – sortiert nach Höhe in Meter (m) über Normalhöhennull (NHN):
- Hohenkapf (1121,1 m), 2,3 km südwestlich von Buchenberg-Eschach
- Kreuzleshöhe (1115 m), 3,7 km nordwestlich von Buchenberg-Eschach; am Übergang zum Kürnacher Wald
- Sephenhöhe (1092,7 m), 4 km westlich von Buchenberg-Eschach
- Schmalenberg (1092 m), 2,5??? km westlich von  Buchenberg-Eschach
- Schwandele (1010 m), 2 km ostnordöstlich von Weitnau-Wengen

### Gewässer
Im Buchenberger Wald, an dessen Südostrand der Eschacher Weiher liegt, entspringt die Eschach, deren Oberlauf vom Ursprung aus zunächst südwärts fließt, sich dann in einem engen Tal jenseits des Weihers nach Westen wendet und die danach entlang des Südwestrands des Waldes auf der Grenze zum westlich anschließenden Baden-Württemberg bzw. zur württembergischen Adelegg in überwiegend nördliche Richtungen verläuft. Etwa 1,5 km südöstlich vom Eschachursprung entspringt der nordostwärts abfließende Iller-Zufluss Kollerbach. Südlich wird der Wald vom Oberlauf der Wengener Argen (Zufluss der Unteren Argen) begrenzt. Außerdem entspringen im oder Rand des Walds viele kleine Zuflüsse der Eschach, wie der Kreuzbach.

## Schutzgebiet
Großteile vom Buchenberger Wald gehören zum Südbereich des Fauna-Flora-Habitat-Gebiets Kürnacher Wald (FFH-Nr. 8227-373).

## Wintersport
Im Buchenberger Wald gibt es mehrere Wintersportmöglichkeiten: Beim Buchenberger Gemeindeteil Kreuzthal befinden sich am Berghang Gohrersberg der Skilift Gohrersberg, in dessen Nähe am Berghang Wirtsberg der Kreuzbachthallift und beim Gemeindeteil Eschach existiert am Südostausläufer vom Ursersberg das Skigebiet Schwärzenlifte, so dass Abfahrtslauf auf mehreren Skipisten betrieben werden kann. Auch Langläufer finden vielerorts gute Möglichkeiten. Zudem gibt es geführte Schneeschuhtouren.